# Гит
Гит — вид индивидуальной спринтерской велотрековой гонки на время. Старт может осуществляться с места или с ходу. Задача велогонщика — наиболее быстрое преодоление дистанции за счёт быстрейшего развития максимальной скорости и поддержания её до финиша.
Эта дисциплина не требует особой тактики — необходимы лишь сила и техника. Результат фиксируется с точностью до тысячных долей секунды.
В этой дисциплине фиксируются рекорды.

## Классический гит
Гит в классическом виде — гонка со стартом с места на дистанцию 1000 метров у мужчин, на 500 — у женщин. До 2008 года был олимпийской дисциплиной. С 2012 по 2016 годы входил в состав омниума.
Ранее (по 2016 год) гонки в данной дисциплине проводились как обычные финальные заезды. В настоящее время соревнования проходят в два этапа:
1. Квалификационные заезды, по итогам которых отбирается 8 велогонщиков с лучшим временем;
2. Финальные заезды, в которых каждый гонщик стартует отдельно.

## Гит на 200 метров
Гит на 200 метров — гонка со стартом с ходу на дистанцию 200 метров, проводимая для отбора гонщиков в спринт.
В зависимости от длины трека для разгона гонщика предусмотрены следующие дистанции:
| Длина трека, м | 250 | 285,714 | 333,33 | 400 |
| -------------- | --- | ------- | ------ | --- |
| Число кругов   | 3,5 | 3       | 2,5    | 2   |

Если спортсмены показывают одинаковый результат, то их места определяются по времени прохождения последних 100 метров. Если это невозможно, то места гонщиков определяются жеребьёвкой.